# Delena gloriosa
Delena gloriosa är en spindelart som först beskrevs av William Joseph Rainbow 1917.  Delena gloriosa ingår i släktet Delena och familjen jättekrabbspindlar.
Artens utbredningsområde är Sydaustralien. Inga underarter finns listade i Catalogue of Life.